# Psammonitocrella boultoni
Psammonitocrella boultoni är en kräftdjursart som beskrevs av Janine Rouch 1992. Psammonitocrella boultoni ingår i släktet Psammonitocrella och familjen Ameiridae. Inga underarter finns listade i Catalogue of Life.